# Демократическая партия для народа
Демократическая партия для народа (яп. 国民民主党), ДПДН — центристская политическая партия Японии. Образована 7 мая 2018 года.

## История
Партия была образована 7 мая 2018 года путём слияния двух оппозиционных партий — Демократической партии и Партии надежды. К новой партии присоединились около 60% членов прошлых формаций.

## Идеология
ДПДН является центристской партией. Партия выступает за политику пацифизма и потому критикует оборонные законопроекты кабинета Синдзо Абэ.